# Leptotarsus (Macromastix) amissionis
Leptotarsus (Macromastix) amissionis is een tweevleugelige uit de familie langpootmuggen (Tipulidae). De soort komt voor in het Australaziatisch gebied.